# União Madeira
União da Madeira – portugalski klub piłkarski z siedzibą w Funchal na Maderze.

## Historia
Clube de Futebol União został założony na Maderze w 1913. W 1989 klub po raz pierwszy w historii awansował do Primeira Liga. W portugalskiej ekstraklasie União występowało przez trzy sezony do 1992. Drugi raz w Primeira Liga klub występował w latach 1993–1995.
W 1999 klub spadł do II Divisão. Do Liga de Honra União wróciło na dwa sezony w 2002. W 2011 União wygrało rozgrywki II Divisão i ponownie występowało w drugiej lidze. W najwyższej klasie rozgrywkowej klub występował w sezonie 2015/16 w której zajął 17 spadkowe miejsce.
W listopadzie 2021 roku klub został rozwiązany.

## Sukcesy
- 6 sezonów w Primeira Liga: 1989–1992, 1993–1995, 2015–2016,
- mistrzostwo II Divisão (2): 2002, 2011.

## Znani piłkarze w klubie
| - Rúben Micael - Fernando Dinis - Antoni Lima Solá - Justo Ruiz - Chaly Jones - Árpád Milinte | - Goran Stevanović - Marco Abreu - Hernâni Borges - Ismet Štilić - Josephus Yenay - Narcisse Yaméogo |

## Sezony wPrimeira Liga
| Sezon   | Uzyskane Miejsce |
| ------- | ---------------- |
| 1989-90 | 16               |
| 1990-91 | 12               |
| 1991-92 | 18 (spadek)      |
| 1993-94 | 12               |
| 1994-95 | 16 (spadek)      |
| 2015-16 | 17 (spadek)      |